# دبیرخانه بخش دامبولا
دبیرخانه بخش دامبولا (به لاتین: Dambulla Divisional Secretariat) یک منطقهٔ مسکونی در سری‌لانکا است که در ناحیه متاله واقع شده‌است.